# اوربنک
اوربنک (انگلیسی: EverBank) شرکت خدمات مالی و بانکداری آمریکایی است، که در سال ۱۹۹۸ تأسیس شد‌